# Neurellipes makala
Neurellipes makala is een vlinder uit de familie van de Lycaenidae. De wetenschappelijke naam van de soort is voor het eerst gepubliceerd in 1910 door George Thomas Bethune-Baker.
De soort komt voor in Nigeria, Kameroen, Gabon, Congo-Brazzaville, Centraal Afrikaanse Republiek, Congo-Kinshasa en Oeganda.